# Bicholim
Bicholim (em concani: डिचोली, pronunciado: ɖicoːlĩː) é uma cidade de 14 913 habitantes (2001), sede de um concelho no distrito de Goa Norte, no Estado de Goa, Índia. O concelho (ou taluka) de Bicholim está localizado no quadrante nordeste do território conhecido por Novas Conquistas, a cerca de 30 km de Pangim, a capital do estado. A cidade é considerada o centro da região mineira de Goa.

## Descrição
A cidade está situada na posição geográfica 15° 35' 60 N e 73° 57' 0 E com uma altitude média de 21 m acima do nível médio do mar.
No censo de 2001 a população de Bicholim foi computada em 14 913 pessoas, das quais 7 707 do sexo masculino e 7 206 do sexo feminino. As crianças com idade inferior ou igual a 6 anos somavam 1 502, dos quais 775 do sexo masculino e 727 do sexo feminino. Na população do concelho, sabiam ler e escrever 11 909 pessoas, das quais 6 484 homens e 5 425 mulheres.